# Герман Мюллер (Тургау)
Герман Мюллер (нім. Hermann Müller; 21 жовтня 1850 — 18 січня 1927) — швейцарський ботанік, фізіолог рослин, енолог та виробник вина. Він називав себе Мюллер-Тургау, прийнявши ім'я свого рідного кантону.

## Біографія
Мюллер навчався на вчительському семінарі у місті Кройцлінген, Тургау та працював учителем у Штайн-на-Рейні у 1869—1870 роках. У 1870 році він вступив до технічного університету у Цюриху та закінчив його з дипломом у 1872 році. Згодом він поступив у Вюрцбурзький університет у аспірантуру до Юліуса фон Сакса, у 1874 році здобув докторський ступінь і працював деякий час помічником Сакса. Протягом 1876—1890 років він працював у Пруському інституті садівництва та виноградарства (Königlich Preussische Lehranstalt für Obst- und Weinbau) у Гайзенгаймі, земля Гессен, де він створив експериментальну станцію фізіології рослин.
У 1891 році він був відкликаний у Швейцарію на пост директора новоствореної дослідної станції та школи садівництва і виноградарства (Versuchsstation und Schule für Obst-, Wein- und Gartenbau) у Ваденсвілі, де він працював аж до своєї відставки у 1924 році. З 1902 року він працював на посаді професора ботаніки технічного університету у Цюриху.
У 1890 році він став почесним членом Німецької асоціації виноградарства та у 1920 році він здобув почесний докторський ступінь Бернського університету.
Мюллер вивчав та публікував наукові праці з питань виноградарства та виноробства, у тому числі біології цвітіння винограду, хвороб винограду, спиртового бродіння вина, розведення штамів дріжджів з певними властивостями, способів отримання безалкогольного виноградного соку.
Під час свого перебування у Гайзенгаймі він створив сорт винограду Мюллер-Тургау шляхом схрещування сортів Рислінг та Madeleine Royale.
Герман Мюллер помер 18 січня 1927 року у Веденсвілі.

## Наукові праці
- Über Zuckeranhäufung an Pflanzenteilen in Folge niederer Temperatur (1882)
- Edelfäule der Trauben (1887)
- Über das Gefrieren und Erfrieren der Pflanzen (1879)
- Die Herstellung unvergorener und alkoholfreier Obst- und Traubenweine (1896)
- Abhängigkeit der Entwicklung der Traubenbeeren von der Entwicklung der Samen (1897)
- Der Rote Brenner des Weinstockes (1903)
- Bakterienblasen (Bacteriocysten) (1908)
- Bakterien im Wein (1913)